# 托尼·霍克系列
托尼·霍克系列是一个以职业运动员東尼·霍克为名的滑板系列游戏。由动视发行，在系列游戏推出之后至2007年，由Neversoft在家用机制作。在2008年，制作商改为Robomodo。

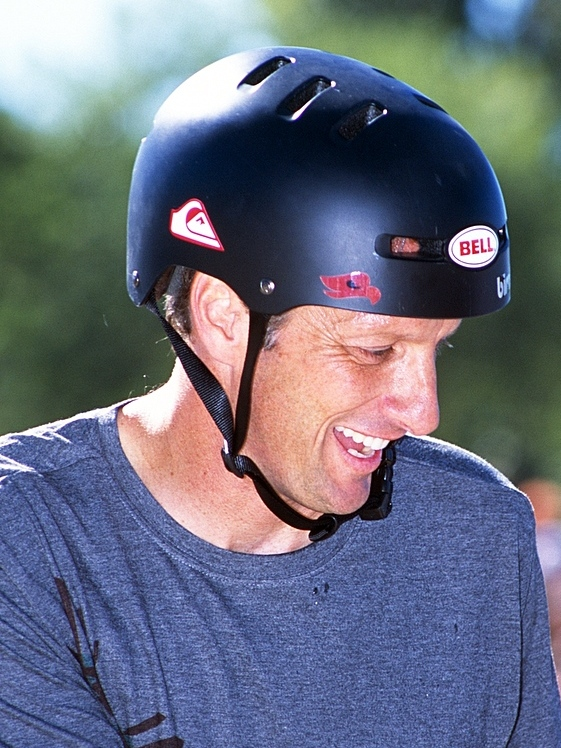
2006年的托尼·霍克

1998年，动视与托尼·霍克签约，以他的形象作为游戏《托尼·霍克职业滑板》的品牌和内容。起初，协议签订至2002年，之后系列游戏获得成功，续签至2015年。
系列游戏的最初5部好评如潮，并且获得商业成功。